# 합천댐
합천댐(陜川댐)은 경상남도 합천군 대병면 회양리에 위치한 다목적댐이다.

## 개요
대병면에서 남서쪽으로 16 km 지점에 있는 합천댐은 1984년 4월 3일 착공, 1988년 12월 31일 준공된 높이 96m 길이 472m의 콘크리트 중력식 댐으로 7억 9천만톤의 물을 담수할 수 있으며, 매년 234백만kw의 전력을 생산할 수 있다.
합천에서 댐을 지나 거창까지 이어지는 호반도로는 춘천댐이나 충주다목적댐을 연상시키는 낭만적인 드라이브 코스이며 깨끗하고 맑은 호수와 수려한 주변경관은 합천여행의 새로운 명소로 각광 받고 있다. 한국수자원공사가 관리하며 물문화관등 관광지가 유명하다.